# Jean François Gerault
Jean François Gérault (Toulouse, Francia; 22 de abril de 1969) es uno de los mentalistas más grandes del mundo, un periodista reconocido internacionalmente y un entrenador de seduction.
Es miembro de la Hermandad Internacional de Magos y de la Orden Europea de Mentalistas.
En 2016, publicó el libro Introducción al Mentalismo,la Hipnosis y la Nemotécnica .  Ha escrito biografías de importantes escritores además múltiples artículos sobre hipnosis y mentalismo. Actualmente dirige un portal cibernético en el que escribe sobre la teoría y la práctica del mentalismo, entre otros temas .
En el 2000, la editorial francesa Encrage/Les Belles Lettres publicó la biografía y estudio crítico realizados por Gerault sobre el escritor francés Jean-Patrick Manchette bajo el título Jean-Patrick Manchette : Recorrido de una obra. El libro ganó el premio Maurice Renault 2001 otorgado por la Asociación 813. Varios periódicos franceses e internacionales reseñaron la aparición de esta primera biografía de Manchette.
En 2003, la misma casa editora publicó su libro sobre el escritor argentino Jorge Luis Borges, titulado Jorge Luis Borges : Una otra literatura.
Entre 2005 y 2010, Jean François Gerault realizó, para la editorial francesa Rivages, la traducción al francés de tres libros del escritor argentino de novela negra Raúl Argemí: Le Gros, el francés y el ratón Pérez, Los muertos siempre pierden sus zapatos y  Patagonia chu-chu.
Desde 1981, Jean François Gerault practica la hipnosis y el mentalismo en actividades privadas. Escribe artículos sobre mentalismo en dos revistas especializadas en el tema: el boletín de la asociación francesa Mental Arts y la revista La revue de la prestidigitation. 
En el año 2012, obtuvo su certificado de técnico en hipnosis Ericksoniana del Instituto Francés de Hipnosis Ericksoniana y Humanista. En 2014 recibió el entrenamiento en « hipnosis callejera » del instituto Arche Hypnose,  bajo la dirección del profesor Bertrand Millet.